# Compras coletivas
O conceito de compra coletiva é quando um grupo de consumidores se reúne e usa uma velha regra de mercado, a que afirma ser a melhor tática agrupar várias pessoas para alcançar o menor preço possível com um produto ou estabelecimento. O site de compra coletiva tem como função negociar com as empresas a oferta que será oferecida e divulgá-la para seus usuários. Geralmente as ofertas oferecem descontos expressivos, ficam disponíveis por um período curto de tempo e exigem a participação de um número mínimo de compradores; dentre os negócios que fazem uso deste modelo, pode-se citar serviços de restaurantes, clínicas de estética, cinemas, teatros e hotéis.

## Como Funciona?
Em geral, a oferta fica disponível por um tempo limitado e só é ativada quando atinge o número mínimo de compradores necessários; com isso, o usuário é incentivado a indicar a promoção a seus contatos para viabilizar ou agilizar esta ativação. Quando a oferta atinge o número mínimo de compradores, ela é ativada e os usuários que a adquiriram recebem um cupom que deverá ser apresentado no estabelecimento para obter a oferta prometida. Quando a oferta não atinge o número mínimo de compradores, os usuários que a adquiriram são reembolsados. 
“Eles funcionam da seguinte maneira: após fazer um acordo com uma empresa, os grupos disponibilizam em seus sites, um produto ou serviço que aquela empresa oferece, por um desconto expressivo, de até 90%. A oferta fica no ar por um curto período de tempo, de geralmente 24 a 48 horas, e para validá-la é necessário que um número mínimo de compradores seja atingido. Entre os serviços ofertados os mais comuns são os oferecidos por restaurantes, clínicas de estética, cinemas, teatros e hotéis”.

## Mercado
Muitas empresas têm utilizado este conceito para construir uma estratégia de marketing diferenciada e inovadora. Muitas vendas de produtos a granel funcionam de acordo com este conceito. No mesmo sentido, o poder de compra coletiva é uma abordagem cooperativa para alavancar o tamanho do grupo em benefício do consumidor, oferecendo produtos a um preço mais baixo.
Atualmente empresas de Internet têm trabalhado com esse conceito, aproximando as pessoas através das redes sociais. A empresa organiza uma oferta com descontos elevados, que só entra em vigor se houver atingido o número mínimo de compras requerido pelo estabelecimento que está disponibilizando a oferta.

## Comportamento Social
Este formato de obtenção de descontos pela internet via sites de compra coletiva se originou nos Estados Unidos em 2008 e já estão presentes no Brasil pelo menos desde 2010, com a fundação do agora falido Peixe Urbano. 
Com o advento das compras coletivas, o movimento de mercado pela internet tornou-se popular, pois oferecia grandes benefícios ao usuário, sobretudo a conveniência – permite-se que o usuário faça suas compras 24 horas por dia, 7 dias por semana, sem precisar sair de casa e sem ter de enfrentar situações que antes poderiam ser desconfortáveis, como, por exemplo, a insistência de um vendedor para compra de um objeto que não lhe interessava.
Encarando como essencial a mudança na vida urbana a partir dos meios de comunicação a habilidade de aumentar o espaço e comprimir através de diferentes gerações midiáticas, tem fundamentalmente, moldado as relações econômicas e sociais da modernidade. 
É com o estudo do mercado consumidor e dos avanços na internet que se possibilita um novo pensamento para avaliar esse espaço coletivo. A compra coletiva trouxe aos consumidores novas formas de agregação em grupos, novos mecanismos de comunicação entre eles. Quando um cliente se interessa por tal produto, sua divulgação é imediata – seja pessoalmente, contando para seus amigos e familiares, seja via internet, por meio de redes sociais. 
A comunicação foi reavivada entre as pessoas, aqueles que consideravam a internet um meio excludente de indivíduos tiveram a certeza de que unir o consumo ao coletivo poderia ter um ótimo resultado e mais pessoas iriam utilizar destes serviços, pois passariam a influenciar na vida de cada um que estivesse envolvido com o uso da compra. Quanto maior o vínculo entre as pessoas maior será a influência de cada uma delas na opinião das outras pessoas pertencentes a sua teia de relacionamentos, de acordo com Kurt Back, no texto "Personal Influence" de Elihu Katz e Paul F. Lazarsfeld: “we learn that when people are more attached to each other, they exert greater influence over each other´s opinions and, moreover, are mere effective in their influencing”.

## Exemplo
Um exemplo de um plano de negócios que usa o poder de compra coletiva é encontrado em descontos nos planos odontológicos. Os grupos de compras coletivas negociam descontos para o tratamento dental de seus membros. Um serviço onde a qualidade não é comprometida porque é uma situação de troca para todos os interessados. Quando os dentistas oferecem seus serviços com taxas de desconto, ainda é vantajoso para porque eles aumentam o seu volume de pacientes. Pacientes se beneficiam porque eles estão recebendo os serviços com tarifas reduzidas.

## Similar
O poder de compra coletiva não deve ser confundido com poder de compra do consumidor, que é uma capacidade do consumidor ou um grupo para comprar bens e serviços, como distinguir a quantidade de dinheiro que um consumidor tem.
O poder de compra do consumidor é um termo (definição do comportamento do consumidor) encontrados em psicologia econômica implica a renda disponível para gastos discricionários entre os segmentos da população. É uma medida da capacidade e disposição para comprar bens ou serviços. 2. (Definição industrial) Refere-se a influência relativa de um indivíduo ou uma função de trabalho (engenharia, compras, produção) tem na decisão de compra. Alimentação pode ser baseada em habilidades de recompensa (concessão de benefícios monetários ou de percepção), a coacção (imposição de pena), a legitimidade (autoridade formal), personalidade (com base em características individuais ou status), ou especialização (conhecimento específico ou especialização).